# メグリンゲン (オストアルプ郡)
メグリンゲン (ドイツ語: Mögglingen) は、ドイツ連邦共和国バーデン＝ヴュルテンベルク州シュトゥットガルト行政管区のオストアルプ郡に属す町村（以下、本項では便宜上「町」と記述する）である。この町はオストヴュルテンベルク地方およびシュトゥットガルト大都市圏辺縁部に属す。

## 地理

### 位置
メグリンゲンは、シュヴェービッシュ・グミュント (13 km) とアーレン (11 km) との間、シュヴェービッシェ・アルプ北東麓のレムス川上流の谷、高度 395 から 475 m に位置している。

### 隣接する市町村
この町は、北はホイヒリンゲン、東はエッシンゲン、南はホイバッハ、西はベービンゲン・アン・デア・レムスと境を接している。

### 自治体の構成
自治体としてのメグリンゲンには、メグリンゲン地区の他いくつかの小集落が属している。

### 土地利用
| 土地利用種別面積 | 農業用地 | 森林   | 住宅地 | 産業用地 | 交通用地 | 水域  | レジャー用地 | その他 |
| ---------------- | -------- | ------ | ------ | -------- | -------- | ----- | ------------ | ------ |
| 面積 (km2)       | 6.94     | 1.05   | 0.84   | 0.42     | 0.62     | 0.06  | 0.10         | 0.24   |
| 占有率           | 67.6 %   | 10.2 % | 8.2 %  | 4.1 %    | 6.0 %    | 0.6 % | 1.0 %        | 2.3 %  |

州統計局の2019年現在のデータによる。

## 歴史
メグリンゲンの最初の文献記録は、1143年になされている。この村は、長らく帝国都市シュヴェービッシュ・グミュントの所領に属していた。1803年の帝国代表者会議主要決議に基づき、この帝国都市はヴュルテンベルク王国領となったため、メグリンゲンもヴュルテンベルク王国領となり、新たに創設されたオーバーアムト・グミュントに属した。このオーバーアムトは1938年にシュヴェービッシュ・グミュント郡に編入された。1973年の郡の再編でシュヴェービッシュ・グミュント郡は廃止され、メグリンゲンは新たに創設されたオストアルプ郡に編入された。

## 住民

### 人口推移
- 1871年: 1,003 人
- 1900年: 1,058 人
- 1933年: 1,443 人
- 1950年: 2,150 人
- 1961年: 2,564 人
- 1970年: 2,933 人
- 1987年: 3,316 人
- 1991年: 3,567 人
- 1995年: 3,728 人
- 2000年: 3,884 人
- 2005年: 4,167 人
- 2010年: 4,165 人
- 2015年: 4,173 人

### 宗教

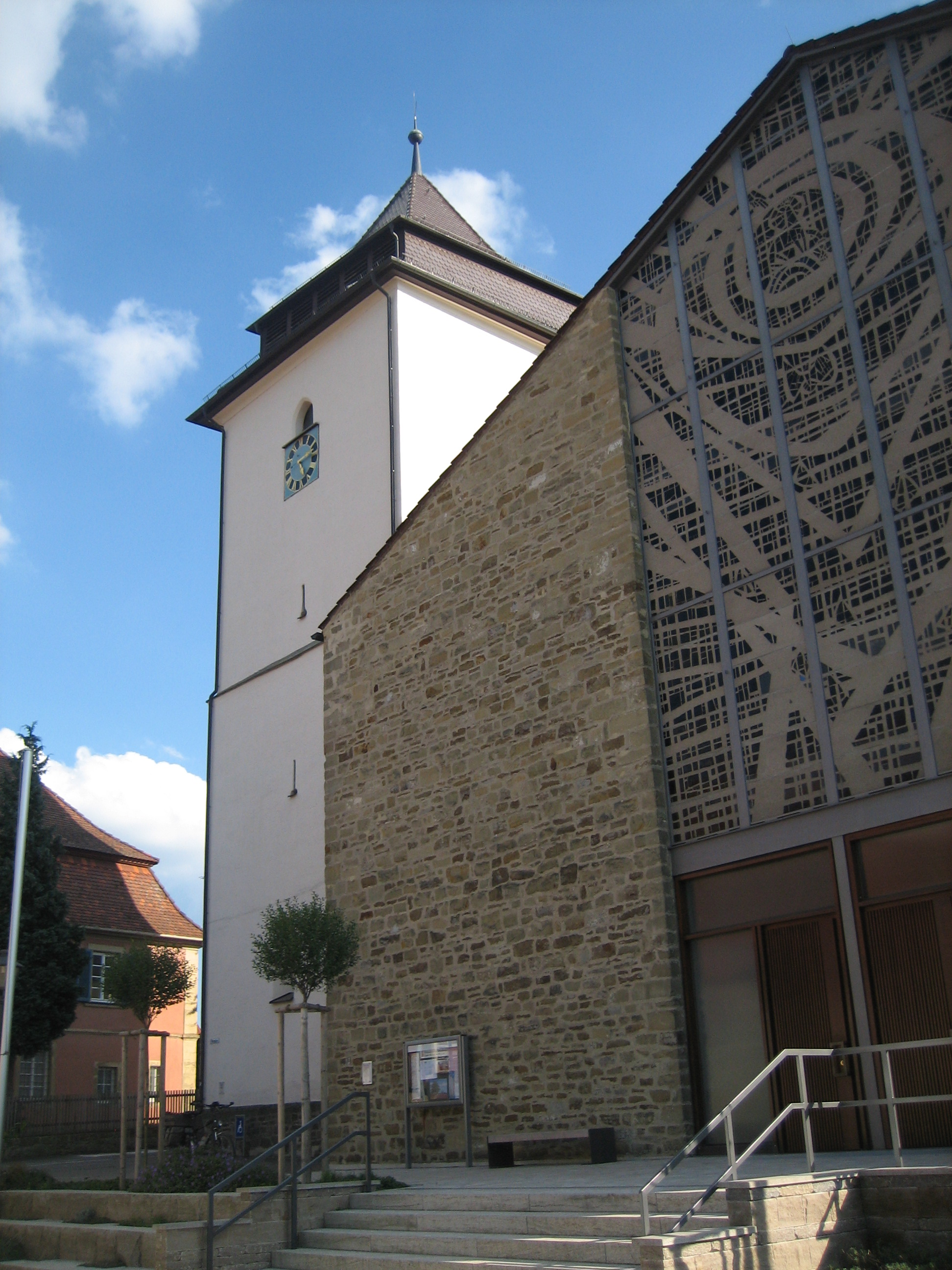
聖ペトルス・ウント・パウルス教会

メグリンゲンは、ヴュルテンベルクで宗教改革がなされた後もカトリックに留まった。これは、大部分の市民や修道院がカトリックを信仰する帝国都市グミュントに属していたためである。カトリックの信者は現在、聖ペトルス・ウント・パウルス教会に属している。
福音主義教会は1968年になって設立された。この教会はオーバーベビンゲン教会に属している。メグリンゲン住民の 58.2 % がカトリック、21.0 % が福音主義、 20.8 % がその他の宗教または無宗教である。

## 行政

### 行政共同体
この町は、ホイバッハを主邑とするローゼンシュタイン行政共同体に加盟している。

### 議会
この町の議会は、議長を務める町長と14人の議員で構成されている。

### 首長
- 1990年 - 2014年: オトマール・シュヴァイツァー
- 2014年 - : アドリアン・シュレンカー[5]

### 紋章
図柄: 白地（銀地）に舌を垂らした黒い猟犬の頭部。

### 姉妹自治体
- サルー（フランス語版、英語版）（フランス、ソンム県）1991年

## 文化と見所

### クラブ
メグリンゲンには約 24 のクラブがある。会員数の多いクラブとしては、体操クラブ・メグリンゲン（会員数 1,863人）、メグリンゲン音楽クラブ（544人）、FC シュテルン・メグリンゲン（428人）がある。

## 経済と社会資本

### 交通
レムス鉄道（シュトゥットガルト - アーレン）のレギオナルエクスプレスや連邦道 B29号線（ヴァイブリンゲン - ネルトリンゲン）がメグリンゲンを全国的な交通網に結びつけている。最寄りのアウトバーンのインターチェンジは、約 21 km 離れたA7号線のアーレン/オーバーコッヘン・インターチェンジ (Nr. 115) で、B29号線でアーレンに向かい、L1084号線に入る。
公共旅客近郊交通は、オストアルプモービル交通共同体によって保全されている。

### 自転車道
多くの自転車道がこの町を横切っている。
- レムスタール自転車道は、ネッカー川と合流する河口までレムス川に沿っている[7]。
- ドイツ・リーメス自転車道はライン川沿いのバート・ヘニンゲンからドナウ川沿いのレーゲンスブルクまで、818 km 以上にわたってオーバーゲルマニッシュ＝レティシャー・リーメスに沿いに伸びている[8]。

### 教育
メグリンゲンには基礎課程・本課程学校リーメスシューレがある。さらにローマ＝カトリック教会が運営する幼稚園が 2園ある。

## 人物

### ゆかりの人物
- カール＝ウーヴェ・シュテープ（ドイツ語版、英語版）（1967年 - ）テニス選手。メグリンゲンで育った。